# Kungsängen, Köping
Kungsängen är ett bostadsområde i utkanten av tätorten Köping, Västmanland. I folkmun kallas området "Mälartorget", efter det torg som utgör centrum i området.
Bostadsområdet byggdes på 1940-talet av Skånska Cement AB, för att få arbetare till den nya cementfabriken vid Köpings djuphamn. Idag är bostäderna privatägda.
Området präglades under 1940-80-talen av cementfabrikens strävan efter att skapa ett gott liv för de anställda. Här fanns en god sammanhållning och service som livsmedelsbutik, biblioteksfilial, flera aktiva föreningar och möjligheter till utövande av sport av olika slag.
I skogsdungen Ekbacken fanns tidigare en tennisbana, som anlades för tjänstemännens rekreation. En varpaplan finns än idag bakom Ekbacken, längs Malmönvägen. Många av de ursprungliga arbetarna hade anknytning till Gotland, där sporten varpa utövas.
Under många år var fotbollslaget Ekbacken områdets stolthet. I anslutning till fotbollsplanen fanns också under 1980-90-talen en minigolfbana av hög klass.
Kalklinbanan som går mellan Forsby kalkbrott i Södermanland och Köping i Västmanland passerar i kanten av Kungsängen.